# Westerlund 1
Westerlund 1 (a volte chiamato Wd1) è l'ammasso stellare giovane più massivo del Gruppo Locale, a circa 5000 pc dal Sole. È stato scoperto nel 1961 da Bengt Westerlund ma è stato a lungo ignorato a causa della forte estinzione di luminosità nella sua direzione, dovuta alla presenza di nebulosità oscure. Le uniche stelle che sono state identificate all'interno dell'ammasso sono le più luminose, incluse 6 ipergiganti gialle, 3 supergiganti rosse, 13 o più stelle di Wolf-Rayet, variabili blu luminose e 25 e più stelle di classe OB. Si ritiene che Westerlund 1 origini da un singolo processo di formazione stellare, di conseguenza è costituito da stelle aventi pressoché la stessa età e composizione.

## Distanza e posizione
Westerlund 1 è troppo lontano per determinarne direttamente la distanza attraverso la misurazione della parallasse, quindi la sua distanza deve essere stimata attraverso il valore di magnitudine assoluta previsto per le stelle e la stima di estinzione stellare all'interno dell'ammasso. Questo è stato fatto per le stelle ipergiganti gialle e di Wolf-Rayet, dando una stima di circa 5 Kpc in entrambi i casi, mentre per le stelle in sequenza principale risulta circa 3,6 Kpc. Tutte queste stime pongono Westerlund 1 presso i bordi della galassia, il che può essere significativo per determinare come questo ammasso possa essersi formato.
Il rilevamento di un numero limitato di stelle Wolf-Rayet a lunghezze d'onda radio fornisce un limite minimo di distanza di almeno 2 Kpc; mentre alcune altre stelle Wolf-Rayet sono state rilevate, queste si ritengono binarie in collisione con un conseguente aumento delle emissioni radio.
L'ammasso è stato osservato dettagliatamente in luce visibile ed infrarossa dalla camera WFC3 del telescopio Hubble. Al suo interno spicca la supergigante rossa W-26 con un raggio di circa 1500 volte maggiore di quello solare.